# Tatocnemis sinuatipennis
Tatocnemis sinuatipennis är en trollsländeart som först beskrevs av Selys 1891.  Tatocnemis sinuatipennis ingår i släktet Tatocnemis och familjen Megapodagrionidae. Inga underarter finns listade i Catalogue of Life.